# Ochyra coarctata
Ochyra coarctata är en skalbaggsart som beskrevs av Francis Polkinghorne Pascoe 1871. Ochyra coarctata ingår i släktet Ochyra och familjen långhorningar. Inga underarter finns listade i Catalogue of Life.